# Lijst van voetballers - I
Dit is een lijst van voetballers met een artikel op Wikipedia van wie de achternaam begint met de letter I.

## Ia
- Aleksander Iasjvili

## Ib
- Pablo Ibáñez
- Víctor Ibarbo
- Oswaldo Ibarra
- Renato Ibarra
- Vedad Ibišević
- Salou Ibrahim
- Zlatan Ibrahimović
- Senijad Ibričić

## Ic
- Mauro Icardi

## Id
- Besian Idrizaj
- Brian Idowu

## If
- Diego Ifrán

## Ig
- Kennedy Igboananike
- Odion Ighalo
- Borja Iglesias
- Ivan Ignatjev
- Michail Ignatov
- Aleksandar Ignjatović
- Arnoldo Iguarán

## Ih
- Masami Ihara

## Ik
- Pius Ikedia

## Il
- Luka Ilić
- Saša Ilić
- Ivo Iličević
- Josip Iličić
- Dimitar Iliev
- Georgi Iliev
- Iliya Iliev
- Valentin Iliev
- Béla Illés
- Jari Ilola
- Stefan Ilsanker
- Ken Ilsø

## Im
- Kastriot Imeri
- Eike Immel
- Lex Immers
- Kristof Imschoot
- Ciro Immobile

## In
- Gonçalo Inácio
- Sverrir Ingi Ingason
- Kåre Ingebrigtsen
- Patrik Ingelsten
- Klas Ingesson
- Dane Ingham
- Marco Ingrao
- Marcus Ingvartsen
- Andrés Iniesta
- Gökhan Inler
- Takashi Inui
- Filippo Inzaghi

## Io
- Nikolaos Ioannidis
- Zoerab Ionanidze

## Ir
- Gorka Iraizoz
- Stephen Ireland
- Harald Irmscher
- Xabi Irureta
- Jackson Irvine
- Denis Irwin

## Is
- Magnar Isaksen
- Andreas Isaksson
- Aaron Leya Iseka
- Yoshinobu Ishii
- Mauricio Isla
- Mamunul Islam
- Valérien Ismaël
- Ismaily
- Olli Isoaho
- Rudi Istenič

## It
- Gian-Luca Itter
- Ander Iturraspe
- Javier Iturriaga

## Iv
- Andrei Ivan
- Dimitar Ivankov
- Branko Ivanković
- Ivan Ivanov
- Miroslav Ivanov
- Oleg Ivanov
- Trifon Ivanov
- Mihailo Ivanović
- Jonas Ivens
- Odd Iversen
- Steffen Iversen
- Tomislav Ivić
- Tomislav Ivković

## Iw
- Andrzej Iwan
- Tomasz Iwan

## Iz
- Emilio Izaguirre
- Jimmy Izquierdo

A · B · C · D · E · F · G · H · I · J · K · L · M · N · O · P · Q · R · S · T · U · V · W · X · Y · Z